# Phaeoceros
A Phaeoceros a Becősmohák törzsén belül az Notothyladaceae családba tartozó növénynemzetség. A nemzetség fajai az egész világon megtalálhatóak. A nemzetség neve "sárga szarvat" jelent, ami a jellegzetes szarv alakú, sárga, sárgászöld színű spórákra és sporofitonokra utal. A Földön 34 faj tartozik ebbe a nemzetségbe.

## Jellemzőjük
A Phaeoceros nemzetséget először 1951-ben Johannes Max Proskauer írta le, típus fajnak a Phaeoceros laevis-t nevezte meg. A nemzetség latin neve magyarul "sárga szarvat" jelent, ami utal az ide tartozó fajok sárga színű spóráira.

A nemzetség fajainak kis vagy közepes méretű zöld színű telepük, ún. thalluszuk van. Az Anthoceros nemzetség fajaival szemben a thalluszban nincsenek nyálkával telt üregek, telepeik tömörek. Másik fontos jellemzőjük, hogy a többi becősmohától eltérően a spóráik sárga vagy sárgászöld színűek. Az antheridiális (hímivarszerv sejtjei) takarósejtek speciális elrendeződése is jellegzetes bélyege a nemzetség fajainak. A fajok megkülönböztetésében a legnagyobb szerepe a spórák alakjának van, illetve a kloroplasztiszok morfológiája is segít a fajokat megkülönböztetni egymástól. 

Mivel ezek a tulajdonságok csak mikroszkóppal tanulmányozhatóak sokszor nem tudják a kutatók az egyes fajok elterjedését pontosan meghatározni, illetve gyakran történik rossz határozás. A modern taxonómiában már a DNS szekvencia vizsgálatokat is felhasználják.

## Elterjedés, élőhely
A nemzetség fajai az egész világon elterjedtek. Európában csak két fajuk él. A nemzetség legtöbb tagja a trópusokon található meg. Elsősorban a nedves talajon élnek a Phaeoceros fajok.

## Fajok
Világszerte 34 faj tartozik a Phaeoceros nemzetségbe. Európában az alábbi fajok élnek:
- Phaeoceros bulbiculosus (Brot.) Prosk. - Ez a név már csak szinonim név, a jelenlegi rendszertan ezt a fajt, a Phymatoceros nemzetségbe sorolta, elfogadott neve: Phymatoceros bulbiculosus (Brot.) Stotler, W.T.Doyle et Crand.-Stotl.
- Phaeoceros carolinianus (Michx.) Prosk.
- Phaeoceros laevis (L.) Prosk.

A P. carolinianus és P. laevis nehezen különböztethető meg egymástól, ezért pontos európai elterjedésük megállapítása bizonytalan.
Magyarországon csak a Phaeoceros carolinianus él.

## Fordítás
- Ez a szócikk részben vagy egészben  a   Phaeoceros című angol Wikipédia-szócikk ezen változatának fordításán alapul.  Az eredeti cikk szerkesztőit annak laptörténete sorolja fel. Ez a jelzés csupán a megfogalmazás eredetét és a szerzői jogokat jelzi, nem szolgál a cikkben szereplő információk forrásmegjelöléseként.

## További linkek
- Oregon becősmohái (USA) - hasznos leírások határozáshoz, kép galéria Archiválva 2019. április 23-i dátummal a Wayback Machine-ben